# John Wakeham
John Wakeham, baron Wakeham, (né le 22 juin 1932), est un homme d'affaires britannique membre du Parti conservateur, chancelier de l'Université de Brunel d'avril 1998 à décembre 2012. Il a été administrateur d'Enron de 1994 à sa faillite en 2001.